# Protonòfor
Un protonòfor, també conegut com un translocador de protons, és un ionòfor que permet als protons creuar la bicapa lipídica. Els protons tenen càrrega positiva i són hidròfils, per la qual cosa són incapaços de creuar sense un canal o una proteïna transportadora de membrana. Els protonòfors són generalment compostos aromàtics que són tan hidrofòbics que són capaços de distribuir la càrrega negativa sobre un nombre d'àtoms de π-orbitals que deslocalitzen la càrrega d'un protó creant una forma neutra. Protonòfors representatius inclouen el 2,4-dinitrofenol, el carbonil cianur-p-trifluorometoxifenilhidrazona (FCCP) o el carbonil cianur m-clorofenil hidrazona (CCCP)

## Mecanisme d'acció
1. La forma aniònica de la protonòfor (P-) s'absorbeix en un costat (positiu) de la membrana biològica.
2. els protons (H+) de la solució aquosa es combinen amb l'anió (P - ) per produir el neutre de (PH)
3. Nombre de PH es difon a través de la membrana biològica i es dissocia en H+ i P- a l'altra banda.
4. Aquest  H+ s'allibera de la membrana biològica en l'altra solució aquosa
5. P- torna a la primera cara de la membrana biològica mitjançant electroforesi (la seva atracció electroestàtica al costat positiu de la membrana).